# Казковий Київ
«Казковий Київ» — це український фотопроєкт, в якому відомі музиканти та телеведучі перевтілилися в казкових героїв з книг Г. Х. Андерсена, братів Грімм, Ш.Перро та інших. 
Проєкт покликаний показати красиві історичні та сучасні місця Києва. Був представлений публіці у форматі виставки фотокартин та в он-лайн режимі. Проєкт спеціально підготовлений до «Дня захисту дітей» 2014 року та запланований, як щорічний.

## Автори проєкту
- Автор ідеї, організатор і керівник — Ірина Чорна;
- Фотограф — Ірина Джуль;
- Помічник фотографа — Юрій Журавель;
- Стиліст-декоратор — Дарина Яковенко (Червона Ворона);

## Учасники проєкту
1. Гулівер — Кузьменко Андрій Вікторович
2. Рапунцель — Alyosha
3. Червона Шапочка — Наташа Гордієнко
4. Принц та жебрак — Брати Борисенко
5. Дюймовочка — Ольга Цибульская
6. Стійкий олов'яний солдатик і балерина — Арсен Мірзоян і Тоня Матвієнко
7. Попелюшка та чарівний принц — Лілія Ребрик та Нікіта Добринін
8. Есмеральда — Анна Добриднєва
9. Аладдін — Володимир Дантес
10. Аліса в країні чудес — Даша Коломієць
11. Біла та Червона королеви — Діва Монро
12. Пітер Пен та Венді — Коля Серга та Регіна Тодоренко
13. Капітан Крюк та пірати — Гурт «Авіатор»
14. Оле Лукоє — Бронюк Віктор Володимирович
15. Русалонька та Принц — Гурт Время и Стекло
16. Робін Гуд — Фагот (співак)